# Leichtathletik-U18-Weltmeisterschaften 2017
Die 10. Leichtathletik-U18-Weltmeisterschaften (englisch: World U18 Championships) (bis November 2015 Jugendweltmeisterschaften genannt) fanden vom 12. bis 16. Juli 2017 im Kasarani-Stadion des Moi International Sports Complex der kenianischen Hauptstadt Nairobi statt. Es war die erste Leichtathletikgroßveranstaltung in Kenia.
Es waren zugleich auch die letzten U18-Weltmeisterschaften, da der Internationale Leichtathletikverband IAAF auf seinem Council Meeting in Rio de Janeiro am 20. August 2016 beschloss die Wettkämpfe einzustellen.

## Teilnehmer
Der Deutsche Leichtathletik-Verband stellte ein Team von 42 jungen Athleten (24 weibliche und 18 männliche) auf.
Vom Luxemburger Leichtathletikverband (FLA) wurden eine Sportlerin und ein Sportler entsandt.
Der geschäftsführende Vorstand des Österreichischen Leichtathletik-Verbandes (ÖLV) beschloss einstimmig auf seiner Sitzung im November 2016, dass Österreich an den U18-Weltmeisterschaften nicht teilnehmen wird, weil er die Verantwortung für die Risiken nicht übernehmen konnte, die nicht nur auf Grund der nicht planmäßig verlaufenden Vorbereitungen bestehen, sondern auch wegen der aktuellen Sicherheitssituation als auch der zahlreichen, notwendigen Schutzimpfungen und Prophylaxemaßnahmen, die bei einer Entsendung einer Gruppe Minderjähriger ganz besonders in Betracht zu ziehen sind.
Auch der Zentralvorstand des Schweizerischen Leichtathletikverbandes (Swiss Athletics) entschied 2016 auf eine Teilnahme zu verzichten.

## Jungen

### 100 m
| Platz | Athlet                | Land | Zeit (s) |
| ----- | --------------------- | ---- | -------- |
| 1     | Tshenolo Lemao        | RSA  | 10,57    |
| 2     | Retshidisitswe Mlenga | RSA  | 10,61    |
| 3     | Tyreke Wilson         | JAM  | 10,65    |
| 4     | Arielton dos Santos   | BRA  | 10,73    |
| 5     | Nick Kocevar          | GER  | 10,83    |
| 6     | Adrian Curry          | BAH  | 10,86    |
| 7     | Abdu Ahmed Marzouq    | KSA  | 11,01    |
| 8     | Luis Brandner         | GER  | 11,13    |

Wind: −0,3 m/s

### 200 m
| Platz | Athlet                 | Land | Zeit (s) |
| ----- | ---------------------- | ---- | -------- |
| 1     | Retshidisitswe Mlenga  | RSA  | 21,03 SB |
| 2     | Tshenolo Lemao         | RSA  | 21,12 PB |
| 3     | Luis Brandner          | GER  | 21,23 PB |
| 4     | Mohamed Mehdi Zekraoui | ALG  | 21,39    |
| 5     | Daniel Vejražka        | CZE  | 21,40    |
| 6     | Paul Tritenne          | FRA  | 21,47    |
| 7     | Arielton dos Santos    | BRA  | 21,71    |
| 8     | Mitja Kordež           | SLO  | 21,89    |

Wind: −0,7 m/s

### 400 m
| Platz | Athlet                  | Land | Zeit (s) |
| ----- | ----------------------- | ---- | -------- |
| 1     | Antonio Watson          | JAM  | 46,59 PB |
| 2     | Daniel Williams         | GUY  | 46,72 PB |
| 3     | Colby Jennings          | TCA  | 46,77 PB |
| 4     | Anthony Cox             | JAM  | 46,77    |
| 5     | Melkamu Assefa          | ETH  | 47,05    |
| 6     | Bruno Benedito da Silva | BRA  | 47,15    |
| 7     | Ivan Danny Geldenhuys   | NAM  | 47,17 PB |
| 8     | Gregor Grahovac         | SLO  | 48,88    |

### 800 m
| Platz | Athlet                    | Land | Zeit (min)     |
| ----- | ------------------------- | ---- | -------------- |
| 1     | Melese Nberet             | ETH  | 1:47,12 WYL PB |
| 2     | Tolesa Bodena             | ETH  | 1:47,16 PB     |
| 3     | Japhet Kibiwott Toroitich | KEN  | 1:47,82 PB     |
| 4     | Juan Diego Castro         | CRC  | 1:49,76 PB     |
| 5     | Noah Kiprono              | KEN  | 1:50,31        |
| 6     | Charaf Zahir              | MAR  | 1:51,87        |
| 7     | Eduardas Rimas Survilas   | LTU  | 2:02,15        |
| 8     | Abdellah Mouzlib          | MAR  | DSQ            |

### 1500 m
| Platz | Athlet               | Land | Zeit (min) |
| ----- | -------------------- | ---- | ---------- |
| 1     | George Manangoi      | KEN  | 3:47,53    |
| 2     | Abebe Dessassa       | ETH  | 3:48,65 PB |
| 3     | Belete Mekonen       | ETH  | 3:50,64    |
| 4     | Daniel Kiprop        | UGA  | 3:51,82 PB |
| 5     | Anass Essayi         | MAR  | 3:54,54    |
| 6     | Seyed Amir Zamanpour | IRI  | 3:54,59    |
| 7     | Hosea Kiplangat      | UGA  | 3:55,48    |
| 8     | Elias Schreml        | GER  | 3:55,94    |

### 3000 m
| Platz | Athlet                 | Land | Zeit (min) |
| ----- | ---------------------- | ---- | ---------- |
| 1     | Selemon Barega         | ETH  | 7:47,16 PB |
| 2     | Edward Pingua Zakayo   | KEN  | 7:49,17 PB |
| 3     | Stanley Mburu Waithaka | KEN  | 7:50,64 PB |
| 4     | Milkesa Mengesha       | ETH  | 7:55,29 PB |
| 5     | Oscar Chelimo          | UGA  | 8:17,57    |
| 6     | Léonce Bukuru          | BDI  | 8:24,59    |
| 7     | Meron Goitom           | ERI  | 8:31,24    |
| 8     | Sharif Elatawneh       | JOR  | 8:31,99 PB |

### 10.000 m Bahngehen
| Platz | Athlet                 | Land | Zeit (min)      |
| ----- | ---------------------- | ---- | --------------- |
| 1     | Zhang Yao              | CHN  | 41:12,01 WYL PB |
| 2     | Salawat Ilkaew         | ANA  | 41:24,17 PB     |
| 3     | Dominic Samson Ndigiti | KEN  | 41:25,78 PB     |
| 4     | Sergei Koschewnikow    | ANA  | 41:26,65 PB     |
| 5     | José Ortiz             | GUA  | 42:07,47        |
| 6     | Łukasz Niedziałek      | POL  | 42:40,02        |
| 7     | Sebastián Merchán      | COL  | 42:41,07        |
| 8     | Mikita Kaliada         | BLR  | 43:17,46        |

### 110 m Hürden
| Platz | Athlet             | Land | Zeit (s)    |
| ----- | ------------------ | ---- | ----------- |
| 1     | De’Jour Russell    | JAM  | 13,04 CR PB |
| 2     | Lu Hao-hua         | TPE  | 13,41       |
| 3     | Thomas Wanaverbecq | FRA  | 13,55       |
| 4     | Enrique Llopis     | ESP  | 13,58       |
| 5     | Alexandru Iconaru  | ROU  | 13,69       |
| 6     | Saoud Al-Humaidi   | QAT  | 13,73       |
| 7     | Stefan Volzer      | GER  | 13,90       |
| 8     | Rasheem Brown      | CAY  | 14,62       |

Wind: +0,1 m/s

### 400 m Hürden
| Platz | Athlet              | Land | Zeit (s) |
| ----- | ------------------- | ---- | -------- |
| 1     | Sokwakhana Zazini   | RSA  | 49,27    |
| 2     | Moitalel Mpoke      | KEN  | 52,06 PB |
| 3     | Baptiste Christophe | FRA  | 52,21 PB |
| 4     | Fabien Laroppe      | FRA  | 53,81    |
| 5     | Alison dos Santos   | BRA  | 53,98    |
| 6     | Luís Elespuru       | PER  | 54,56    |
| 7     | Rovane Williams     | JAM  | 55,48    |
| 8     | Wang Daojun         | CHN  | 66,27    |

### 2000 m Hindernis
| Platz | Athlet                | Land | Zeit (min) |
| ----- | --------------------- | ---- | ---------- |
| 1     | Leonard Kipkemoi Bett | KEN  | 5:32,52    |
| 2     | Cleophas Kandie Meyan | KEN  | 5:33,07 PB |
| 3     | Alemu Kitessa         | ETH  | 5:42,10    |
| 4     | Girma Diriba          | ETH  | 5:45,77    |
| 5     | Murat Yalçınkaya      | TUR  | 5:49,27 PB |
| 6     | Saba Chwitschawa      | GEO  | 5:52,64 PB |
| 7     | Joel Kiplangat        | UGA  | 5;55,25 PB |
| 8     | Hamza Sekhmani        | MAR  | 5:56,70    |

### Hochsprung
| Platz | Athlet            | Land | Höhe (m)    |
| ----- | ----------------- | ---- | ----------- |
| 1     | Breyton Poole     | RSA  | 2,24 WYL PB |
| 2     | Chima Ihenetu     | GER  | 2,14 PB     |
| 3     | Wladyslaw Lawskyj | UKR  | 2,11 PB     |
| 4     | Piotr Sztandur    | POL  | 2,11 PB     |
| 5     | Shaun Miller      | BAH  | 2,11 PB     |
| 6     | Wuill Vrolijk     | ARU  | 2,07 PB     |
| 7     | Devon Bender      | GER  | 2,07        |
| 8     | Erick Portillo    | MEX  | 2,02        |

### Stabhochsprung
| Platz | Athlet             | Land | Höhe (m) |
| ----- | ------------------ | ---- | -------- |
| 1     | Matthias Orban     | FRA  | 5,00     |
| 2     | Christos Tamanis   | CYP  | 4,85 PB  |
| 3     | Illja Krawtschenko | UKR  | 4,70 PB  |
| 4     | Daniel Breinl      | GER  | 4,70     |
| 5     | Valco van Wyk      | RSA  | 4,55     |
| 6     | Maksim Goldovskiy  | ISR  | 4,55     |

### Weitsprung
| Platz | Athlet               | Land | Weite (m)   |
| ----- | -------------------- | ---- | ----------- |
| 1     | Maikel Vidal         | CUB  | 7,88 WYL PB |
| 2     | Lester Lescay        | CUB  | 7,79 PB     |
| 3     | Andreas Samuel Bucsa | ROU  | 7,47 w      |
| 4     | Julian Bogner        | RSA  | 7,40        |
| 5     | He Xilong            | CHN  | 7,38        |
| 6     | Wayne Pinnock        | JAM  | 7,27 PB     |
| 7     | Marko Čeko           | CRO  | 7,24        |
| 8     | Denvaughn Whymns     | BAH  | 7,20        |

### Dreisprung
| Platz | Athlet            | Land | Weite (m) |
| ----- | ----------------- | ---- | --------- |
| 1     | Jordan Díaz       | CUB  | 17,30 WYB |
| 2     | Frixon Chila      | ECU  | 15,92 PB  |
| 3     | Arnovis Dalmero   | COL  | 15,89 PB  |
| 4     | Yusniel Jorrín    | CUB  | 15,88     |
| 5     | Owayne Owens      | JAM  | 15,55 PB  |
| 6     | Adir Gur          | ETH  | 15,42     |
| 7     | Artem Konowalenko | UKR  | 15,34     |
| 8     | Taeco O’Garro     | ATG  | 15,06     |

### Kugelstoßen
| Platz | Athlet                  | Land | Weite (m)    |
| ----- | ----------------------- | ---- | ------------ |
| 1     | Timo Northoff           | GER  | 20,72 WYL PB |
| 2     | Michail Samuseu         | BLR  | 19,99        |
| 3     | Jonathan De Lacey Lacey | RSA  | 19,93 PB     |
| 4     | Claudio Romero          | CHI  | 19,22 PB     |
| 5     | Nermin Štitkovac        | BIH  | 19,06        |
| 6     | Alperen Karahan         | TUR  | 18,57        |
| 7     | Zhu Yingxu              | CHN  | 18,53        |
| 8     | Gao Jian                | CHN  | 18,51        |

### Diskuswurf
| Platz | Athlet              | Land | Weite (m)    |
| ----- | ------------------- | ---- | ------------ |
| 1     | Claudio Romero      | CHI  | 64,33 WYL PB |
| 2     | Oleksij Kyrylin     | UKR  | 63,98 PB     |
| 3     | Morne Brandon       | RSA  | 58,34        |
| 4     | Vitor Gabriel Motim | BRA  | 58,27 PB     |
| 5     | Ányel E. Álvarez    | CUB  | 57,93        |
| 6     | Jakub Forejt        | CZE  | 57,44        |
| 7     | Alex Hristow        | BUL  | 57,07        |
| 8     | Abhay Gupta         | IND  | 57,04        |

### Hammerwurf
| Platz | Athlet                  | Land | Weite (m) |
| ----- | ----------------------- | ---- | --------- |
| 1     | Mychajlo Kochan         | UKR  | 82,31     |
| 2     | Damneet Singh           | IND  | 74,20 PB  |
| 3     | Raphael Winkelvoss      | GER  | 71,78     |
| 4     | Batuhan Hizal           | TUR  | 70,39     |
| 5     | Vladut Caus             | ROU  | 68,89     |
| 6     | Daniel Danác            | SVK  | 68,09 PB  |
| 7     | Liu Yuxuan              | CHN  | 68,03     |
| 8     | Uladsislau Trambowitsch | BLR  | 67,93     |

### Speerwurf
| Platz | Athlet                 | Land | Weite (m) |
| ----- | ---------------------- | ---- | --------- |
| 1     | Liu Zhekai             | CHN  | 77,54 PB  |
| 2     | Johannes Schlebusch    | RSA  | 75,68 PB  |
| 3     | Song Qingshu           | CHN  | 73,64     |
| 4     | Dawid Wegner           | POL  | 70,56     |
| 5     | Jaime Ulises Arroyo    | MEX  | 69,81     |
| 6     | Gustavo Agustín Osorio | ARG  | 69,01     |
| 7     | Teura’itera’i Tupaia   | FRA  | 68,54     |
| 8     | Krišjanis Suntažs      | LAT  | 66,90     |

### Zehnkampf
| Platz | Athlet               | Land | Punkte  |
| ----- | -------------------- | ---- | ------- |
| 1     | Steven Fauvel Clinch | FRA  | 7559 PB |
| 2     | Olegs Kozjakovs      | LAT  | 7377 PB |
| 3     | Leo Neugebauer       | GER  | 7204    |
| 4     | Florian Fourre       | FRA  | 7099    |
| 5     | Sun Qihao            | CHN  | 6959    |
| 6     | Lex Damit            | LUX  | 6805 PB |
| 7     | Tomas Sabašinskas    | LTU  | 6757    |
| 8     | Damián Moretta       | ARG  | 6755 PB |

## Mädchen

### 100 m
| Platz | Athlet                | Land | Zeit (s) |
| ----- | --------------------- | ---- | -------- |
| 1     | Mizgin Ay             | TUR  | 11,62    |
| 2     | Magdalena Stefanowicz | POL  | 11,62 PB |
| 3     | Kevona Davis          | JAM  | 11,67    |
| 4     | Lorraine Martins      | BRA  | 10,80    |
| 5     | Tami Šcancar          | SLO  | 11,91    |
| 6     | Iza Obal              | SLO  | 12,00    |
| 7     | Rose Xeyi             | RSA  | 12,01    |
| 8     | Martha Méndez         | DOM  | 12,06    |

Wind: +0,5 m/s

### 200 m
| Platz | Athlet                | Land | Zeit (s) |
| ----- | --------------------- | ---- | -------- |
| 1     | Talea Prepens         | GER  | 23,51 PB |
| 2     | Jaël Bestué           | ESP  | 23,61 PB |
| 3     | Mizgin Ay             | TUR  | 23,76 PB |
| 4     | Lorraine Martins      | BRA  | 23,89    |
| 5     | Hima Das              | IND  | 24,39    |
| 6     | Magdalena Stefanowicz | POL  | 24,46    |
| 7     | Tao Yanan             | CHN  | 24,52    |
| 8     | Gajane Tschilojan     | ARM  | 24,62    |

Wind: −0,7 m/s

### 400 m
| Platz | Athlet                     | Land | Zeit (s) |
| ----- | -------------------------- | ---- | -------- |
| 1     | Barbora Malíková           | CZE  | 52,74 PB |
| 2     | Mary Moraa                 | KEN  | 53,31 PB |
| 3     | Giovana Rosalia dos Santos | BRA  | 53,57 PB |
| 4     | Doneisha Anderson          | BAH  | 53,59 PB |
| 5     | Shaquena Foote             | JAM  | 54,05    |
| 6     | Milagros Durán             | DOM  | 54,08 PB |
| 7     | Niddy Mingilishi           | ZAM  | 55,33    |
| 8     | Katarina Sekulic           | SRB  | 56,27    |

### 800 m
| Platz | Athlet             | Land | Zeit (min)     |
| ----- | ------------------ | ---- | -------------- |
| 1     | Jackline Wambui    | KEN  | 2:01,46 WYL PB |
| 2     | Lydia Jeruto Lagat | KEN  | 2:02,06 PB     |
| 3     | Hirut Meshesha     | ETH  | 2:06,32        |
| 4     | Milena Korbut      | POL  | 2:08,45        |
| 5     | Chaimae Ismaili    | MAR  | 2:09,78        |
| 6     | Vimbayi Maisvoreva | ZIM  | 2:12,79        |
| 7     | Lena Kieffer       | LUX  | 2:13,18        |
| 8     | Sivan Auerbach     | ISR  | 2:19,51        |

### 1500 m
| Platz | Athlet            | Land | Zeit (min) |
| ----- | ----------------- | ---- | ---------- |
| 1     | Lemlem Hailu      | ETH  | 4:20,80    |
| 2     | Sindu Girma       | ETH  | 4:22,14    |
| 3     | Edinah Jebitok    | KEN  | 4:23,16    |
| 4     | Rachel Nzangi     | KEN  | 4:24,70    |
| 5     | Nicole Louw       | RSA  | 4:33,40    |
| 6     | Liljana Georgiewa | BUL  | 4:33,58    |
| 7     | Lyndi Roelofse    | RSA  | 4:36,34    |
| 8     | Yasmine Bidekan   | MAR  | 4:37,67    |

### 3000 m
| Platz | Athlet                | Land | Zeit (min) |
| ----- | --------------------- | ---- | ---------- |
| 1     | Abersh Minsewo        | ETH  | 09:24,62   |
| 2     | Emmaculate Chepkirui  | KEN  | 09:24,69   |
| 3     | Yitayish Mekonene     | ETH  | 09:28,46   |
| 4     | Beatrice Chebet       | KEN  | 09:33,26   |
| 5     | Sarah Chelangat       | UGA  | 09:40,18   |
| 6     | Esther Yeko Chekwemoi | UGA  | 09:40,21   |
| 7     | Claire Carrere        | FRA  | 10:00,69   |
| 8     | Bérénice Fulchiron    | FRA  | 10:02,05   |

### 5000 m Bahngehen
| Platz | Athlet                  | Land | Zeit (min)  |
| ----- | ----------------------- | ---- | ----------- |
| 1     | Glenda Morejón          | ECU  | 22:32,30    |
| 2     | Meryem Bekmez           | TUR  | 22:32,79    |
| 3     | Elwira Chasanowa        | ANA  | 22:35,72    |
| 4     | Zhang Xiaole            | CHN  | 23:05,61    |
| 5     | Ekaterina Gorschenina   | ANA  | 23:05,77    |
| 6     | Mary Luz Andía          | PER  | 23:39,64    |
| 7     | Laura Cristina Chalarcá | COL  | 23:54,01 PB |
| 8     | Rachelle De Orbeta      | PUR  | 23:55,37    |

### 100 m Hürden
| Platz | Athlet                      | Land | Zeit (s) |
| ----- | --------------------------- | ---- | -------- |
| 1     | Britany Anderson            | JAM  | 12,72    |
| 2     | Cyréna Samba-Mayela         | FRA  | 12,80    |
| 3     | Daszay Freeman              | JAM  | 13,09    |
| 4     | Yoveini Mota                | VEN  | 13,28    |
| 5     | Mathilde Coquillaud Salomon | FRA  | 13,37    |
| 6     | Markéta Štolová             | CZE  | 13,52    |
| 7     | Micaela de Mello            | BRA  | 13,76    |
|       | Şevval Ayaz                 | TUR  | DNF      |

Wind: +4,1 m/s

### 400 m Hürden
| Platz | Athlet             | Land | Zeit (s) |
| ----- | ------------------ | ---- | -------- |
| 1     | Zenéy van der Walt | RSA  | 58,23    |
| 2     | Sanique Walker     | JAM  | 58,27    |
| 3     | Gisele Wender      | GER  | 59,17 PB |
| 4     | Gabija Galvydytė   | LTU  | 59,49    |
| 5     | Shana Grebo        | FRA  | 60,75    |
| 6     | Valeria Cabezas    | COL  | 60,80    |
| 7     | Mo Jiadie          | CHN  | 61,13    |
| 8     | Chayenne da Silva  | BRA  | 62,17    |

### 2000 m Hindernis
| Platz | Athlet              | Land | Zeit (min)     |
| ----- | ------------------- | ---- | -------------- |
| 1     | Caren Chebet        | KEN  | 6:24,80 WYL PB |
| 2     | Mercy Chepkurui     | KEN  | 6:26,10 PB     |
| 3     | Ethlemahu Sintayehu | ETH  | 6:35,79        |
| 4     | Anna Mark Helwigh   | DEN  | 6:47,69        |
| 5     | Klaudia Pawlus      | POL  | 6:47,87        |
| 6     | Shanley Koekemoer   | RSA  | 6:54,27        |
| 7     | Karin Gošek         | SLO  | 7:00,43        |
| 8     | Josina Papenfuß     | GER  | 7:00,45        |

### Hochsprung
| Platz | Athlet                | Land | Höhe (m)    |
| ----- | --------------------- | ---- | ----------- |
| 1     | Jaroslawa Mahutschich | UKR  | 1,92 =CR PB |
| 2     | Martyna Lewandowska   | POL  | 1,82        |
| 3     | Lavinja Jürgens       | GER  | 1,79 SB     |
| 4     | Rümeysa Ökdem         | TUR  | 1,79        |
| 5     | Bianca Stichling      | GER  | 1,79        |
| 6     | Sara Lučić            | BIH  | 1,75        |
| 7     | Luize Katrina Zelge   | LAT  | 1,75        |
| 8     | Janique Burgher       | JAM  | 1,75        |

### Stabhochsprung
| Platz | Athlet                | Land | Höhe (m) |
| ----- | --------------------- | ---- | -------- |
| 1     | Niu Chunge            | CHN  | 4,20 PB  |
| 2     | Leni Freyja Wildgrube | GER  | 4,15 PB  |
| 3     | Anna Airault          | FRA  | 4,10 PB  |
| 4     | Mesure Tutku Yılmaz   | TUR  | 4,00     |
| 5     | Lauré Scheutzow       | GER  | 4,00 PB  |
| 6     | Lara Zupanc           | SLO  | 3,90 PB  |
| 7     | Karolina Wejman       | POL  | 3,90 PB  |
| 8     | Anna Łyko             | POL  | 3,60     |

### Weitsprung
| Platz | Athlet                 | Land | Weite (m) |
| ----- | ---------------------- | ---- | --------- |
| 1     | Gong Luying            | CHN  | 6,37 PB   |
| 2     | Lea-Sophie Klik        | GER  | 6,30 w    |
| 3     | Diane Mouillac         | FRA  | 6,28 PB   |
| 4     | Kitija Paula Melnbarde | LAT  | 6,28 PB   |
| 5     | Chantoba Bright        | GUY  | 6,14      |
| 6     | Kristīne Blaževiča     | LAT  | 6,08      |
| 7     | Pan Youqi              | CHN  | 6,08      |
| 8     | Diana Ion              | ROU  | 5,95      |

### Dreisprung
| Platz | Athlet              | Land | Weite (m)    |
| ----- | ------------------- | ---- | ------------ |
| 1     | Tan Qiujiao         | CHN  | 13,64 WYL PB |
| 2     | Alexandra Natschewa | BUL  | 13,54 PB     |
| 3     | Zulia Hernández     | CUB  | 13,29 PB     |
| 4     | Pan Youqi           | CHN  | 13,11 PB     |
| 5     | Victoria Josse      | FRA  | 12,99 w      |
| 6     | Eva Pepelnak        | SLO  | 12,79        |
| 7     | Tene Cissé          | FRA  | 12,73 SB     |
| 8     | Diana Ion           | ROU  | 12,55        |

### Kugelstoßen
| Platz | Athlet                    | Land | Weite (m) |
| ----- | ------------------------- | ---- | --------- |
| 1     | Selina Dantzler           | GER  | 17,64     |
| 2     | Yu Tianxiao               | CHN  | 17,62 PB  |
| 3     | Sun Yue                   | CHN  | 17,59 PB  |
| 4     | Jule Steuer               | GER  | 17,03     |
| 5     | Meike Strydom             | RSA  | 16,40 PB  |
| 6     | Ewa Różańska              | POL  | 15,79     |
| 7     | Tetjana Krawtschenko      | UKR  | 15,71     |
| 8     | Gleice Stefanie de Castro | BRA  | 15,40     |

### Diskuswurf
| Platz | Athlet                 | Land | Weite (m) |
| ----- | ---------------------- | ---- | --------- |
| 1     | Silinda Oneisi Morales | CUB  | 52,89     |
| 2     | Leia Braunagel         | GER  | 51,29     |
| 3     | Liu Quantong           | CHN  | 50,10     |
| 4     | Tharina van der Walt   | RSA  | 47,27     |
| 5     | Yin Yuanyuan           | CHN  | 46,78     |
| 6     | Sandy Uhlig            | GER  | 46,36     |
| 7     | Amanda Ngandu-Ntumba   | FRA  | 46,22     |
| 8     | Ewa Różańska           | POL  | 45,31     |

### Hammerwurf
| Platz | Athlet                  | Land | Weite (m)    |
| ----- | ----------------------- | ---- | ------------ |
| 1     | Amanda Almendáriz       | CUB  | 71,12 WYL PB |
| 2     | Yaritza Martínez        | CUB  | 69,75 PB     |
| 3     | Kazjaryna Waladkewitsch | BLR  | 68,17        |
| 4     | Juliette Ciofani        | FRA  | 67,54        |
| 5     | Tazzjana Ramanowitsch   | BLR  | 66,25        |
| 6     | Dünya Ezgi Sayan        | TUR  | 65,05 PB     |
| 7     | Natalia Sánchez         | ESP  | 64,59        |
| 8     | Gema Martí              | ESP  | 64,43        |

### Speerwurf
| Platz | Athlet              | Land | Weite (m)   |
| ----- | ------------------- | ---- | ----------- |
| 1     | Marisleisys Duarthe | CUB  | 62,92 CR PB |
| 2     | Cai Qing            | CHN  | 57,01       |
| 3     | Dai Qianqian        | CHN  | 54,96       |
| 4     | Julia Ulbricht      | GER  | 54,77 PB    |
| 5     | Melissa Hernández   | CUB  | 53,02       |
| 6     | Julija Makejewa     | BLR  | 51,80       |
| 7     | Maria Szramiak      | POL  | 51,53       |
| 8     | Juleisy Ángulo      | ECU  | 51,43 PB    |

### Siebenkampf
| Platz | Athlet                | Land | Punkte  |
| ----- | --------------------- | ---- | ------- |
| 1     | María Vicente         | ESP  | 5612 PB |
| 2     | Johanna Siebler       | GER  | 5602    |
| 3     | Urtė Bačianskaitė     | LTU  | 5467    |
| 4     | Marshella Foreshaw    | GER  | 5430    |
| 5     | Beatričė Juškevičiūtė | LTU  | 5408    |
| 6     | Eliza Marija Kraule   | LAT  | 5360 PB |
| 7     | Lara Krnc             | SLO  | 5243 PB |
| 8     | Liu Jingyi            | CHN  | 5113 PB |

## Mixed

### 4 × 400 m Staffel
| Platz | Land                | Athletinnen                                                                                  | Zeit (s) |
| ----- | ------------------- | -------------------------------------------------------------------------------------------- | -------- |
| 1     | Brasilien           | Bruno Benedito da Silva Giovana Rosalia dos Santos Jéssica Vitoria Moreira Alison dos Santos | 3:21,71  |
| 2     | Jamaika             | Shaquena Foote Anthony Cox Sanique Walker Antonio Watson                                     | 3:22,23  |
| 3     | Südafrika           | Gontse Morake Retshidisitswe Mlenga Zenéy van der Walt Sokwakhana Zazini                     | 3:24,45  |
| 4     | Kenia               | Kelvin Sane Tauta Gloria Mulee Mary Moraa David Sanayek Kapirante                            | 3:24,92  |
| 5     | Ukraine             | Marjana Schostak Jaroslaw Holub Tetjana Besschyjko Jaroslaw Demtschenko                      | 3:28,14  |
| 6     | Volksrepublik China | Liang Yina Deng Hantao Ma Xuejie Xu Bo                                                       | 3:31,74  |
| 7     | Rumänien            | Alexandru Vlad Bianca Anton Maria Scrob Cristian Voicu                                       | 3:34,70  |
|       | Deutschland         |                                                                                              | DNS      |

## Abkürzungen
| - WR = Weltrekord - WJR = Juniorenweltrekord - OR = olympischer Rekord - YOR = olympischer Jugendrekord - AR = Kontinentalrekord - AJR = Juniorenkontinentalrekord - NR = nationaler Rekord - NJR = nationaler Juniorenrekord - CR = Meisterschaftsrekord - MR = Veranstaltungsrekord | - WB = Weltbestleistung - WJB = Juniorenweltbestleistung - WYB = Jugendweltbestleistung - AB = Kontinentbestleistung - AJB = Juniorenkontinentalbestleistung - AYB = Jugendkontinentalbestleistung - NB = nationale Bestleistung - NJR = nationale Juniorenbestleistung - NYB = nationale Jugendbestleistung | - PB = persönliche Bestleistung - SB = persönliche Saisonbestleistung - QB = Qualifikationsbestleistung - WL = Weltjahresbestleistung - WJL = Juniorenweltjahresbestleistung - WYL = Jugendweltjahresbestleistung - DSQ = disqualifiziert (engl. Disqualified) - DNS = Wettkampf nicht angetreten (engl. Did Not Start) - DNF = Wettkampf nicht beendet (engl. Did Not Finish) |

## Medaillenspiegel
| Medaillenspiegel (Stand nach 39 von 39 Entscheidungen) | Medaillenspiegel (Stand nach 39 von 39 Entscheidungen) | Medaillenspiegel (Stand nach 39 von 39 Entscheidungen) | Medaillenspiegel (Stand nach 39 von 39 Entscheidungen) | Medaillenspiegel (Stand nach 39 von 39 Entscheidungen) | Medaillenspiegel (Stand nach 39 von 39 Entscheidungen) |
| Platz                                                  | Land                                                   | Gold                                                   | Silber                                                 | Bronze                                                 | Gesamt                                                 |
| ------------------------------------------------------ | ------------------------------------------------------ | ------------------------------------------------------ | ------------------------------------------------------ | ------------------------------------------------------ | ------------------------------------------------------ |
| 01                                                     | Südafrika                                              | 5                                                      | 3                                                      | 3                                                      | 11                                                     |
| 02                                                     | Volksrepublik China                                    | 5                                                      | 2                                                      | 4                                                      | 11                                                     |
| 03                                                     | Kuba                                                   | 5                                                      | 2                                                      | 1                                                      | 8                                                      |
| 04                                                     | Kenia                                                  | 4                                                      | 7                                                      | 4                                                      | 15                                                     |
| 05                                                     | Äthiopien                                              | 4                                                      | 3                                                      | 5                                                      | 12                                                     |
| 06                                                     | Deutschland                                            | 3                                                      | 5                                                      | 5                                                      | 13                                                     |
| 07                                                     | Jamaika                                                | 3                                                      | 2                                                      | 3                                                      | 8                                                      |
| 08                                                     | Frankreich                                             | 2                                                      | 1                                                      | 4                                                      | 7                                                      |
| 09                                                     | Ukraine                                                | 2                                                      | 1                                                      | 2                                                      | 5                                                      |
| 10                                                     | Türkei                                                 | 1                                                      | 1                                                      | 1                                                      | 3                                                      |
| Gesamt                                                 | Gesamt                                                 | 39                                                     | 39                                                     | 39                                                     | 117                                                    |